# Sidéradougou
Sidéradougou är en ort i Burkina Faso.   Den ligger i regionen Cascades, i den sydvästra delen av landet, 400 km sydväst om huvudstaden Ouagadougou. Sidéradougou ligger 326 meter över havet och antalet invånare är 11 443.
Terrängen runt Sidéradougou är platt. Sidéradougou är det största samhället i trakten.
Omgivningarna runt Sidéradougou är en mosaik av jordbruksmark och naturlig växtlighet. Runt Sidéradougou är det glesbefolkat, med 9 invånare per kvadratkilometer.